# Čeona kost
Čeona kost (lat. os frontale),  kost je glave koja sudjeluje u oblikovanju lubanje. Čeona kost sudjeluje u oblikovanju krova očnice (lat. orbita) i nosnih šupljina.
Čeona se kost sastoji od tri dijela:
- squama frontalis (lat.) - ljuska koja zatvara prednji dio lubanjske šupljine
- pars nasalis (lat.) - središnji dio koji čini osnovu nosnom korijenu
- pars orbitalis (lat.) - krov očnice

Čeona je kost spojena s 12 kostiju:
- klinasta kost (lat. os sphenoidale)
- rešetnica (lat. os ethmoidale)
- tjemena kost (lat. os parietale) (2)
- gornja čeljust (lat. maxilla) (2)
- suzna kost (lat. os lacrimale) (2)
- jagodična kost (lat. os zygomaticum) (2)
- nosna kost (lat. os nasale) (2)